# 韓績
韩绩（?—?），字兴齐，东晋广陵郡（今江苏省扬州市）人。东吴大鸿胪韩建之子。
他的祖先避乱，侨居到吴地的嘉兴。年轻时喜欢文学，不攀附权贵，以隐逸为操行，被浙东士民所敬。司徒王导想要征辟韩绩为掾属，不就任。晋成帝咸康末年，召拜为博士，他自称老病不起。在家中去世。